# Campyloneurus tergipunctatus
Campyloneurus tergipunctatus (лат.) — вид паразитических наездников рода Campyloneurus из семейства Braconidae.

## Распространение
Китай (Yunnan)

## Описание
Мелкие бракониды (от 8,7 до 9,5 мм). Усики тонкие, нитевидые, состоят из 75 члеников. От близких видов отличается следующими признаками: жгутики усиков черновато-коричневые, скапус и педицель с чёрной и коричневой полосой на внешней стороне соответственно (у сходного вида Campyloneurus kirbyi антенны полностью черные); ножны яйцеклада 0.3-0.4 × длины переднего крыла (у C. kirbyi в 0.6-0.8 ×); 1-й тергит метасомы без медиопродольного киля сзади (у C. kirbyi со срединно-продольным валиком сзади); лицо грубо пунктированное (у C. kirbyi неравномерно морщинистое); срединная борозда на лбу менее глубокая (у C. kirbyi очень глубокая и четко выраженная).
Третий тергит брюшка в задней части с хорошо развитой зазубреной поперечной бороздкой. Усики длиннее переднего крыла; дорсальный клипеальный край килевидный; брюшко гладкой и блестящее. Предположительно эктопаразитоиды личинок жуков.